# Macledium ellipticum
Macledium ellipticum là một loài thực vật có hoa trong họ Cúc. Loài này được (G.V.Pope) S.Ortiz mô tả khoa học đầu tiên năm 2001.